# لیز کوپ
لیز کوپ (انگلیسی: Lize Kop؛ زادهٔ ۱۷ مارس ۱۹۹۸) بازیکن فوتبال اهل پادشاهی هلند است.
از باشگاه‌هایی که در آن بازی کرده‌است می‌توان به باشگاه فوتبال آژاکس آمستردام اشاره کرد.
وی همچنین در تیم ملی فوتبال زنان هلند بازی کرده‌است.